# جرمی لو دوارون
جرمی لو دوارون (انگلیسی: Jérémy Le Douaron؛ زادهٔ ۲۱ آوریل ۱۹۹۸) بازیکن فوتبال اهل فرانسه است.